# Hans Lorentz
Hans Lorentz es un deportista alemán que compitió para la RFA en vela en la clase Flying Dutchman. Ganó una medalla de bronce en el Campeonato Mundial de Flying Dutchman de 1956.

## Palmarés internacional
| Campeonato Mundial | Campeonato Mundial      | Campeonato Mundial | Campeonato Mundial |
| Año                | Lugar                   | Medalla            | Clase              |
| ------------------ | ----------------------- | ------------------ | ------------------ |
| 1956               | Lago de Starnberg (RFA) | Medalla de bronce  | Flying Dutchman    |